# Caye Hunting
La Caye Hunting est une petite caye située au large de Punta Gorda, dans le golfe du Honduras, dans le district de Toledo au Belize.

## Protection
La caye fait partie de la Sapodilla Cayes Marine Reserve,  est une aire marine protégée de catégorie IV par l'IUCN créée en 1996 et administrée par la qui Département des pêches du Belize.